# Hapsifera paraglareosa
Hapsifera paraglareosa är en fjärilsart som beskrevs av László Anthony Gozmány. Hapsifera paraglareosa ingår i släktet Hapsifera och familjen äkta malar. Inga underarter finns listade i Catalogue of Life.